# 比奇飛機公司
比奇 （英語：Beechcraft）是一個美國的通用航空及軍事航空生產商，現屬於德事隆航空旗下的一個品牌。

## 歷史
1932年，沃爾特·比奇（Walter Beech）在堪薩斯州的威奇托成立了比奇飛機公司，公司在一個閒置的塞斯納工廠開始運營，首款飛機比奇17於1932年11月首飛。在20世紀中後期，它與塞斯納和派珀航空一道被认為是通用航空製造領域的「三巨頭」。
1980年2月8日，比奇飛機公司被雷神公司收購。1994年，雷神公司將比奇飛機公司與1993年從英國航太收購的霍克商務噴射機部門合併，成立了雷神飛機公司。2002年，比奇（Beechcraft）品牌復興。2006年，雷神公司將比奇飛機公司賣給了高盛公司，創建了霍克比奇（Hawker Beechcraft）。2012年5月，霍克比奇公司進入破產程序，2012年10月該公司決定停止商務噴射機生產，並於2013年2月19日自行改名為比奇飛機公司（Beechcraft Corporation）破產。
2013年12月，德事隆（Textron）斥資收購比奇公司。2014年，兩家德事隆旗下的飛機公司，也就是比奇公司及賽斯納公司合併，共同組成了德事隆航空公司。合併之後的德事隆航空，仍擁有先前比奇公司所取得的霍克（Hawker）商務噴射機產品。

## 產品

### 通用航空
- 比奇16（英语：Beechcraft Model 16）
- 比奇17（英语：Beechcraft Model 17）
- 比奇18（英语：Beechcraft Model 18）
- 比奇19/23/24（英语：Beechcraft Musketeer）
- 比奇33/35/36/40（英语：Beechcraft Bonanza）
- 比奇34（英语：Beechcraft Model 34）
- 比奇50（英语：Beechcraft Twin Bonanza）
- 比奇55/56/58（英语：Beechcraft Baron）
- 比奇60（英语：Beechcraft Duke）
- 比奇65/70/80/88（英语：Beechcraft Queen Air）
- 比奇76（英语：Beechcraft Duchess）
- 比奇77（英语：Beechcraft Skipper）
- 比奇空中國王
- 比奇95（英语：Beechcraft Travel Air）
- 比奇99（英语：Beechcraft Model 99）
- 比奇220（英语：Beechcraft Denali）
- 比奇超級空中國王
- 比奇1900
- 比奇2000（英语：Beechcraft Starship）

### 軍用飛機
- T-6德州人II教練機
- T-34教練機
- CT-134教練機（英语：CT-134 Musketeer）
- AT-10教練機
- T-1松鴉鷹教練機
- AT-6攻擊機
- XA-38攻擊機（英语：XA-38 Grizzly）
- C-12運輸機[1]
- RC-12偵察機（英语：RC-12 Guardrail）
- AQM-37松鴉鷹靶機
- MQM-61靶機（英语：MQM-61 Cardinal）
- MQM-107靶機（英语：MQM-107 Streaker）

### 霍克系列商務噴氣機
- 霍克200（英语：Hawker 200）
- 霍克400（英语：Hawker 400）
- 霍克1000（英语：Hawker 1000）
- 霍克800
- 霍克4000（英语：Hawker 4000）

## 圖片

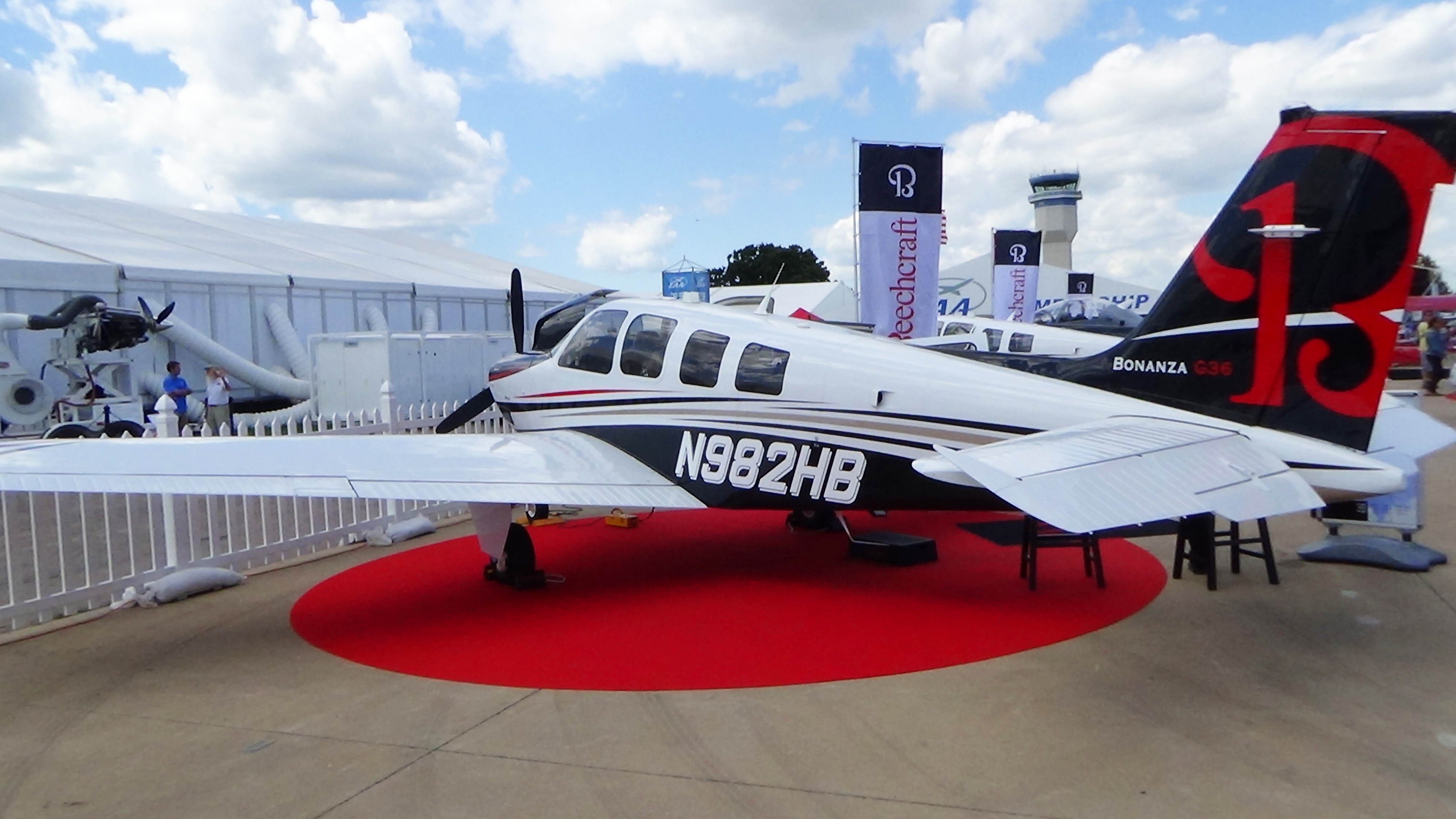
G36
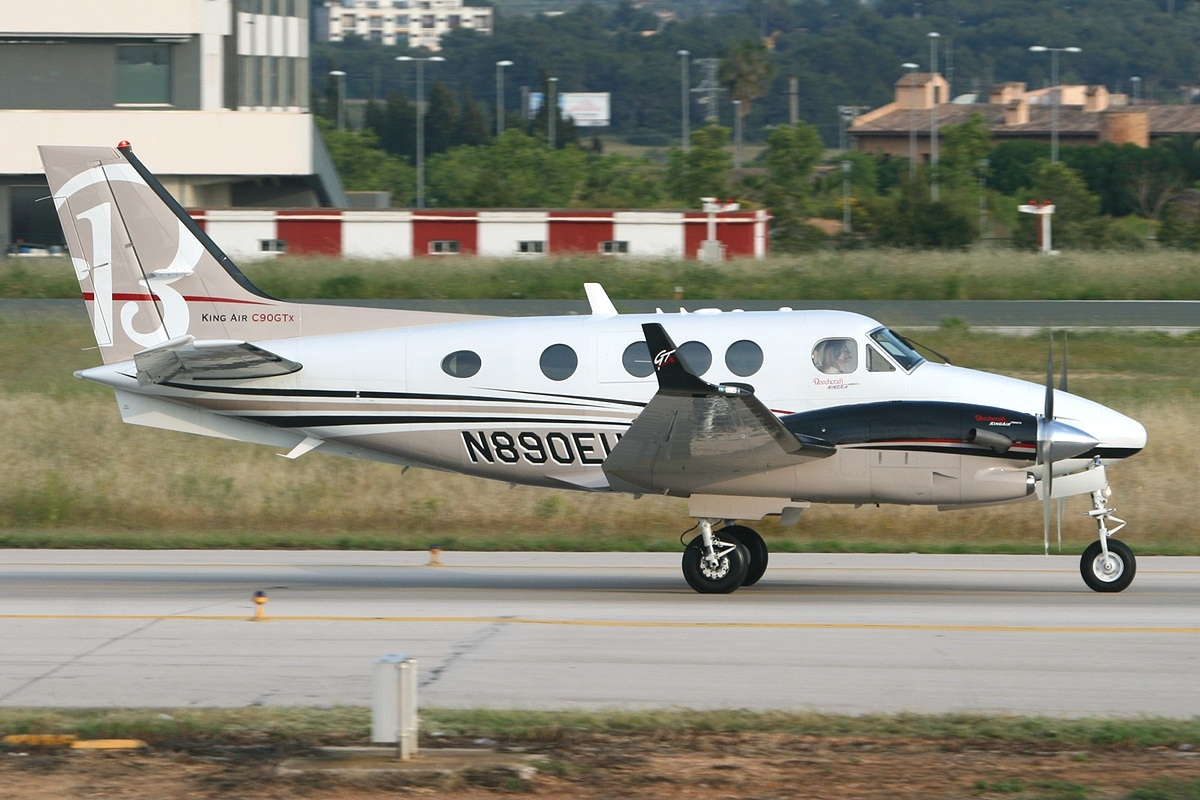
空中國王C90GTx
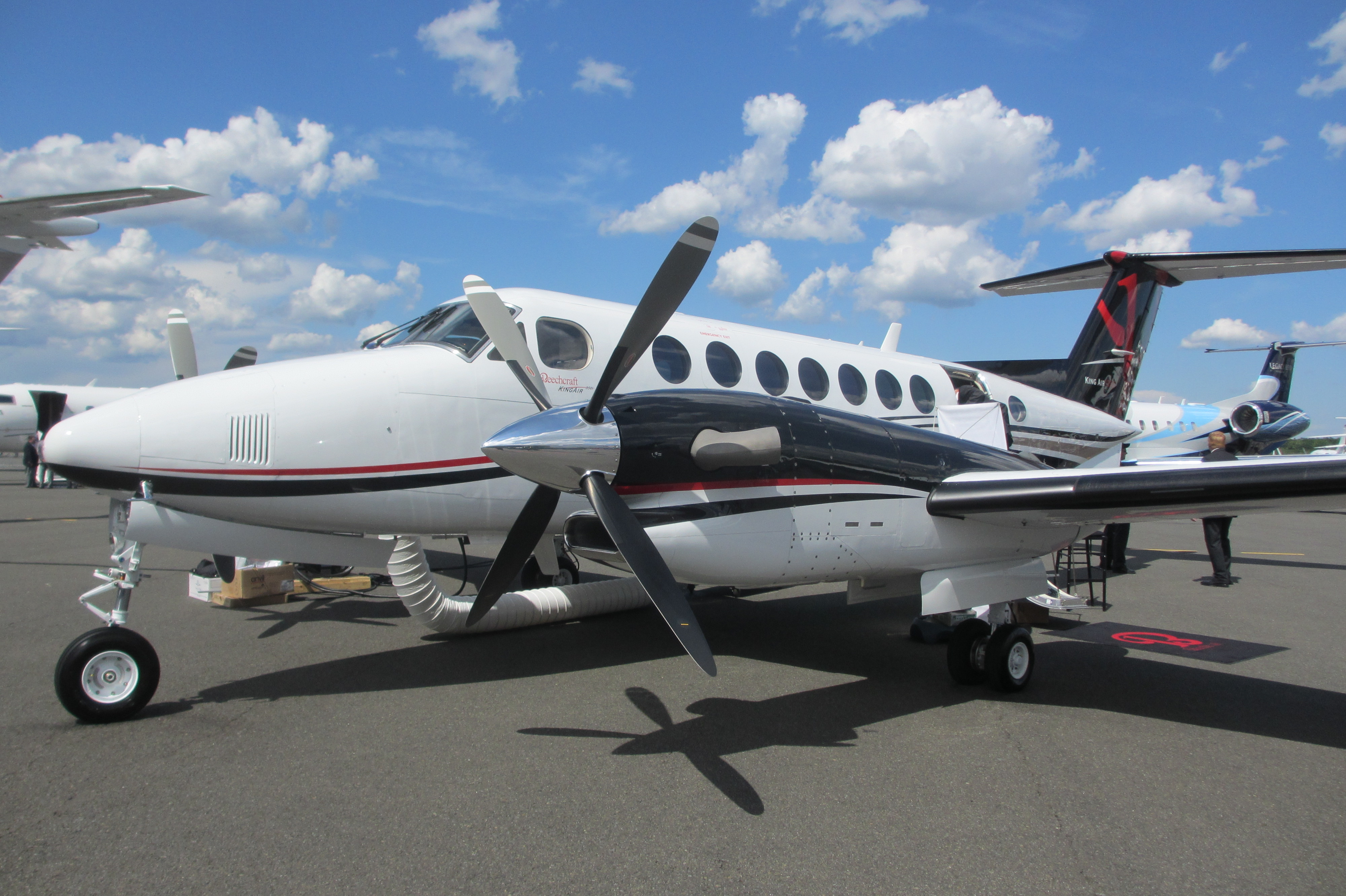
超級空中國王350i
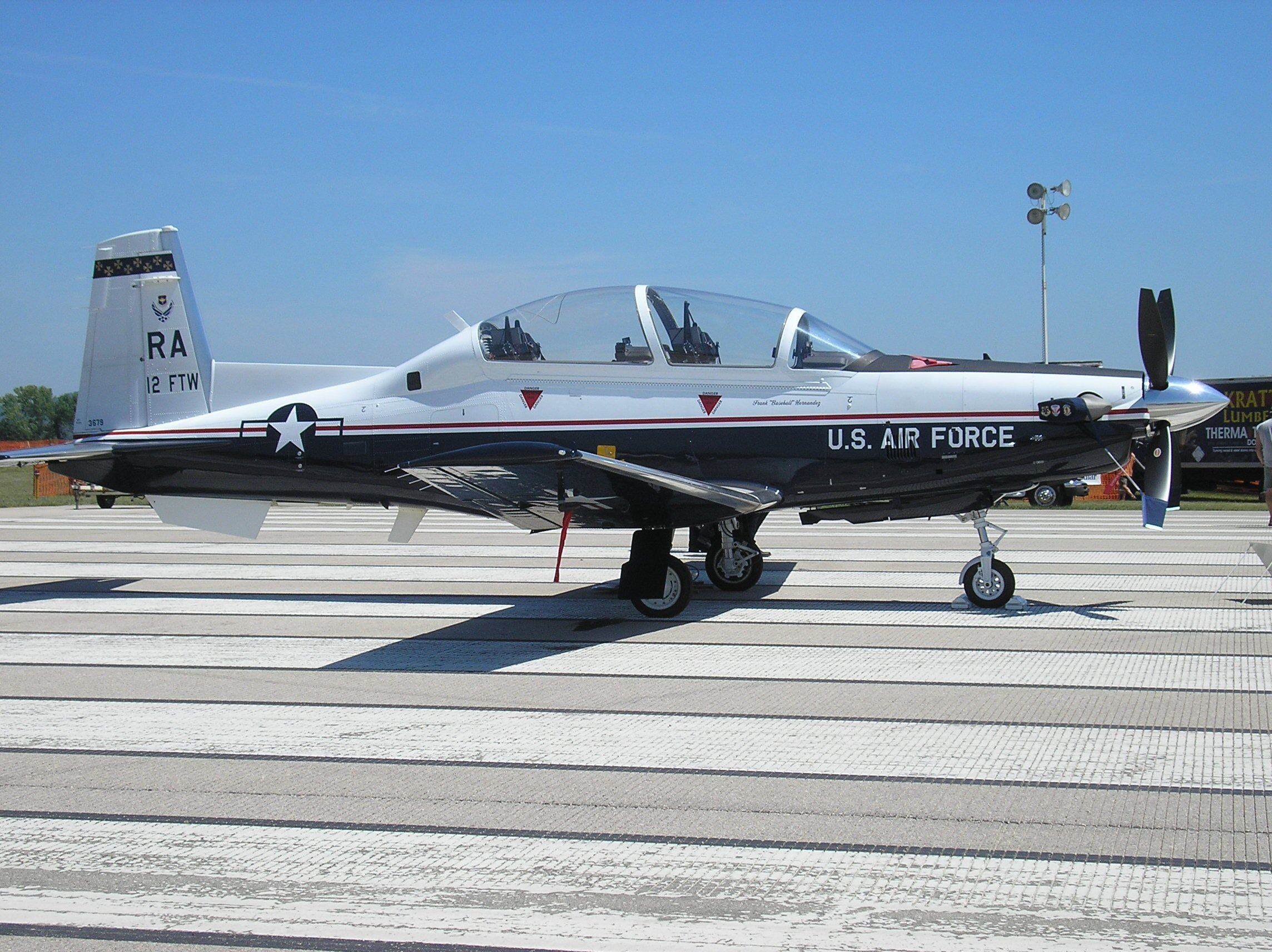
T-6A
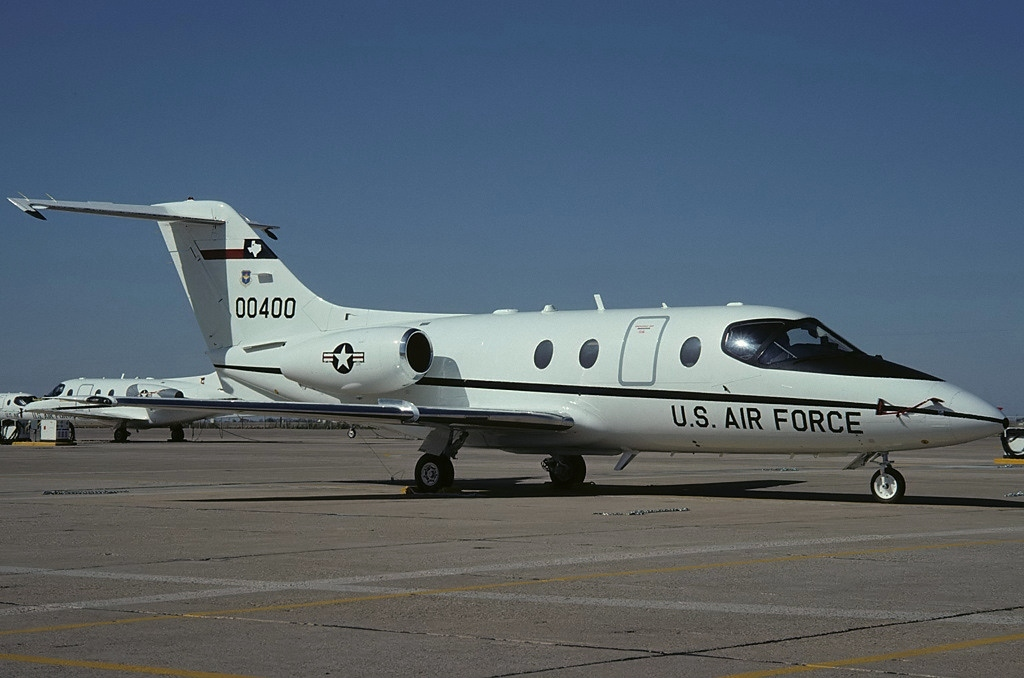
T-1A